# Herb Ujścia
Herb Ujścia – jeden z symboli miasta Ujście i gminy Ujście w postaci herbu.

## Wygląd i symbolika
Herb przedstawia na białym tle tarczy herbowej zwróconą w heraldycznie prawą stronę czerwoną głowę jelenia z wyraźnie zaznaczoną źrenicą oka. Rogi jelenia, również czerwone, wyraźnie zachodzą na siebie. Tarcza obrysowana jest czarną bordiurą.
Godło nawiązuje do samca jelenia, który niegdyś królował na bagnach i puszczach Doliny Noteci. Czerwony kolor jelenia wynika z tradycyjnych barw stosowanych w XVI wieku w godłach. 

## Historia
Wizerunek herbowy z głową jelenia występuje na pieczęciach miejskich począwszy od XVI–XVII wieku.